# Maria- en Brigidakerk

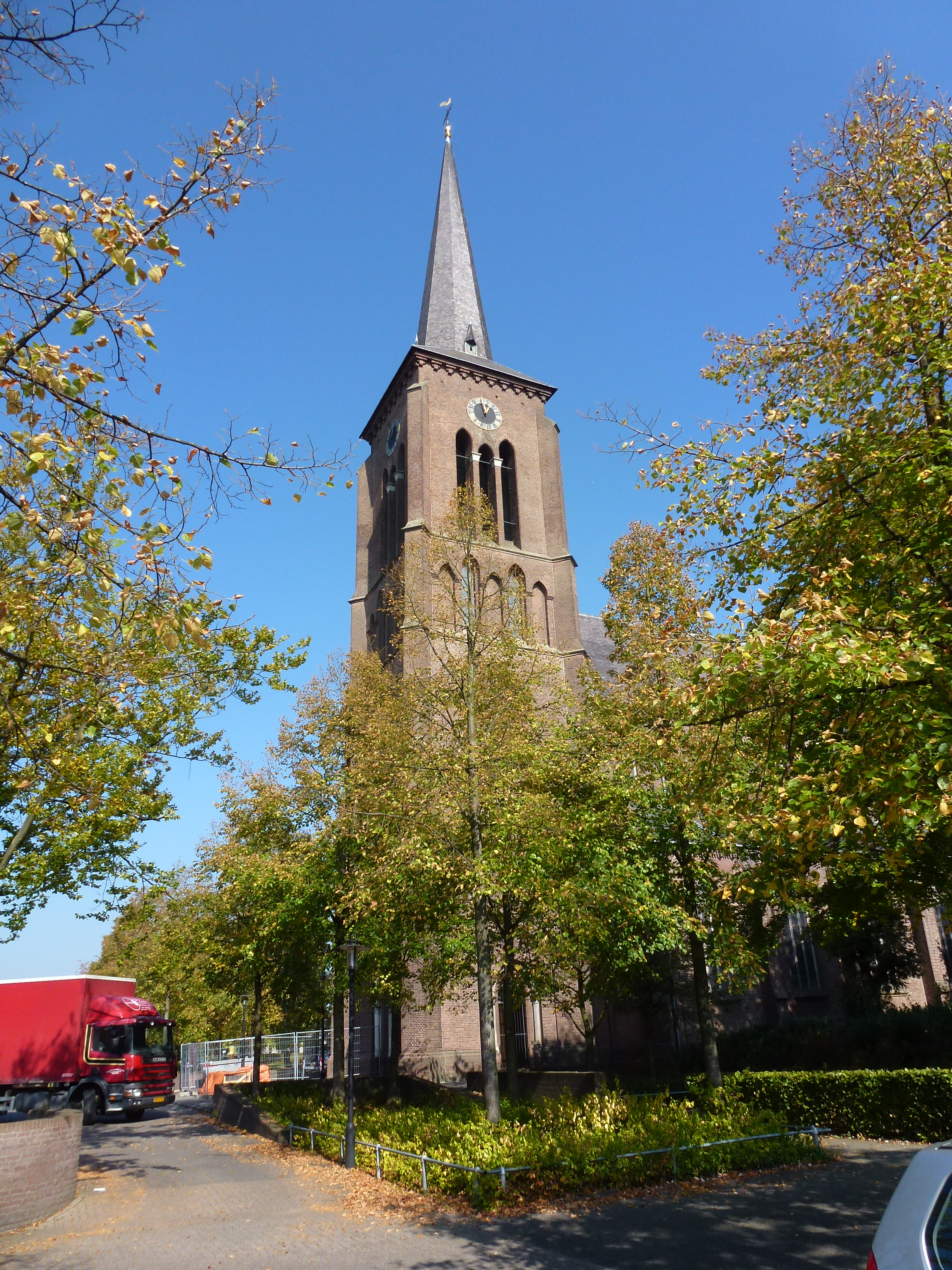
Aanzicht van de kerk

De Maria- en Brigidakerk is de parochiekerk van Hoog Geldrop, gelegen aan Papenvoort 4 aldaar. Het kerkgebouw werd in 2000 aangewezen als rijksmonument.
Het betreft een neogotisch kerkgebouw (1879-1884) dat werd ontworpen door Hendrik Jacobus van Tulder. Het betreft een driebeukige kruisbasiliek met westtoren. Deze toren heeft vijf geledingen en wordt gedekt door een ingesnoerde naaldspits.
Het inwendige van de kerk is gepolychromeerd en er is nog een vrijwel complete neogotische inventaris. Enkel de preekstoel is verdwenen. Het neogotische hoogaltaar bevat een beeltenis die in kalksteen is uitgevoerd. Ook diverse andere neogotische beelden sieren de kerk. De in het gebouw aanwezige hoge gewelven vallen op.

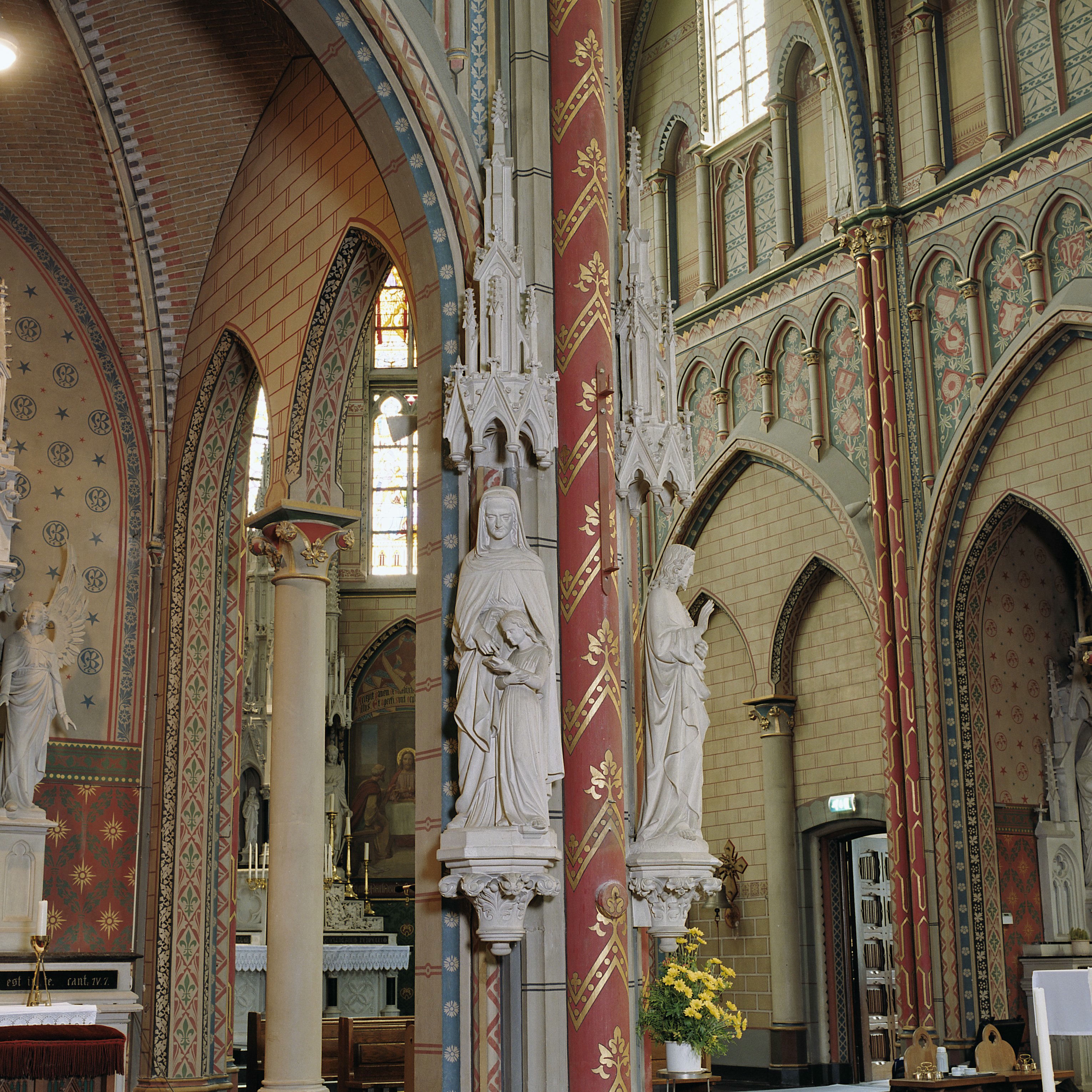
Interieur